# The Haunted Youth
The Haunted Youth is een Belgische band rond Joachim Liebens. De groep werd opgericht in 2019 en brak in 2021 door met hun single Teen Rebel. Hun muziek wordt omschreven als indierock, psychpop en dreampop.

## Achtergrond
The Haunted Youth bestaat officieel sinds september 2019. De naam van de Limburgse groep verwijst naar de moeilijke jeugd van oprichter en frontzanger/gitarist Joachim Liebens uit Alken. Hij leed aan zware depressies. Liebens produceert en musiceert alle nummers van de groep in zijn studio. Voor optredens heeft hij een vaste liveband: Hanne Smets (toetsen), Nick Caers (drums), Stef Castro (basgitaar) en Tom Stokx (gitaar). Ze hebben elkaar leren kennen tijdens hun muziekopleiding aan de Hogeschool PXL.
The Haunted Youth was met hun debuutsingle Teen Rebel een van de drie winnaars van De Nieuwe Lichting in 2021, een wedstrijd van Studio Brussel. De jury verklaarde: "De gasten van The Haunted Youth weten als geen ander dat je soms weinig nodig hebt om een topnummer te maken [...]". Vervolgens bereikte Teen Rebel de top drie van De afrekening en Vox. Internationale erkenning volgde met magazine-artikels, optredens en radio-speeltijd in het buitenland. De tweede single Coming Home werd door webzine Dansende Beren uitgeroepen tot Zomerhit 2021.
Begin november 2022 bracht Mayway Records hun eerste album Dawn of the Freak uit. Dat album bevatte tien nummers, waaronder de singles Teen Rebel, Coming Home, Gone, Shadows, Broken en I Feel Like Shit And I Wanna Die. Op 30 juni 2023 gaven ze een optreden op het hoofdpodium van het muziekfestival Rock Werchter. In mei 2024 verscheen hun single Into You, die door Humo werd uitgeroepen tot "beste song van 2024". In 2025 werd hun nummer Teen Rebel opgenomen in de soundtrack voor de Amerikaanse horrorfilm I Know What You Did Last Summer.
De band staat erom bekend veel aandacht te vragen naar mentaal welzijn en open te zijn over donkere gedachten. Zo droeg frontman Joachim Liebens tijdens zijn optreden op Rock Werchter een T-shirt met de boodschap "Don't kill yourself, I love you".

## Discografie

### Albums
- Dawn of the Freak (2022) - Mayway Records

### Singles
- Teen Rebel (2021)
- Coming Home (2021)
- Gone (2021)
- Shadows (2022)
- Broken (2022)
- I Feel Like Shit And I Wanna Die (2022)
- Into You (2024)
- In My Head (2024)